# Список депутатів Верховної Ради СРСР 5 скликання
Верховна Рада СРСР 5 скликання — обрана 16 березня 1958, засідала з 1958 по 1962. Склад: 1378 депутатів — 738 в Раді Союзу і 640 в Раді Національностей.
| Прізвище, ім'я, по-батькові    | Де обраний          | Виборчий округ | Палата | Посада | Примітка |
| ------------------------------ | ------------------- | -------------- | ------ | ------ | -------- |
| Абасов Курбан Абас Кулі огли   | Нахічеванська АРСР  |                | Нац.   |        |          |
| Абашидзе Іраклій Віссаріонович | Грузинська РСР      |                | Союзу  |        |          |
| Абашидзе Мамія Хасанович       | Аджарська АРСР      |                | Нац.   |        |          |
| Абдуллаєв Абдулла Махмуд огли  | Азербайджанська РСР |                | Нац.   |        |          |

## А
- Абасов Курбан Абас Кулі огли
- Абашидзе Іраклій Віссаріонович
- Абашидзе Мамія Хасанович
- Абдикулов Медербек
- Абдуллаєв Абдулла Махмуд огли
- Абдуллаєв Ільяс Керім огли
- Абдуллаєв Наджмидін Пашайович
- Абдуллаєв Фейзулла Аман огли
- Абдуллаєв Хабіб Мухамедович
- Абдуразаков Малік Абдуразакович
- Абеуова Кантай
- Аблазова Ольга Всеволодівна
- Абрамішвілі Шакро Іванович
- Абрамов Єгор Олексійович
- Абрамова Ганна Федорівна
- Аброскін Павло Іванович
- Абубакаров Абу Абубакарович
- Аверіна Валентина Сергіївна
- Аветісян Вазген Тигранович
- Авсієвич Катерина Миколаївна
- Авхімович Микола Єфремович
- Ага Дадаш Кербалай огли
- Агкацев Володимир Михайлович
- Адамович Марія Зенонівна
- Адамян Сурен Арутюнович
- Аджієва Хабібат Аубекирівна
- Акопян Герсік Мушегівна
- Алагова Тамара Хаджумарівна
- Алдабергенов Нурмолда
- Александров Микола Михайлович
- Алексеєв Пилип Андрійович
- Алексеєва Ганна Антонівна
- Алієв Олександр Джамілович
- Алієв Кара Есенович
- Алієва Рахманіса Мамед кизи
- Алі-Заде Махмуд Джабар огли
- Алімов Аріф Алімович
- Аллахвердієв Тофик Алі-Гейдар огли
- Алтмишбаєв Асилбек
- Амбарцумян Віктор Амазаспович
- Амірова Мухтарам
- Амірханов Хабібулла Ібрагімович
- Амосова Ніна Дмитрівна
- Ананьєва Любов Іванівна
- Анаров Алла
- Ангеліна Парасковія Микитівна
- Андреєв Андрій Андрійович
- Андреєв Андрій Матвійович
- Андреєв Гаврило Олександрович
- Андреєв Прокоп Миколайович
- Андреєва Євгенія Іванівна
- Андросов Василь Алімпійович
- Аніканова Ксенія Кіндратівна
- Анкваб Анна Шугугівна
- Антонов Олексей Інокентійович
- Антонов Олег Костянтинович
- Антосяк Георгій Федорович
- Антропов Петро Якович
- Анфокова Пака Аслан-Геріївна
- Анхімов Микола Михайлович
- Апакаєв Михайло Апакайович
- Аперян Варсенік Соломонівна
- Апостолюк Марія Василівна
- Аракелян Астхік Саркісівна
- Арбузов Олександр Єрмінінгельдович
- Аргунов Абубекір Дадимович
- Аристанбеков Хайдар Аристанбекович
- Аріпов Абдувахоб
- Арістов Оверкій Борисович
- Артем'єва Марія Василівна
- Арушанян Шмавон Мінасович
- Асільбекова Толиш
- Асланов Агаяр Хубіяр огли
- Асоцький Павло Миколайович
- Астайкін Іван Павлович
- Атабекова Ольмасхан
- Атаджанов Джумадурди
- Атаєв Какабай
- Атамурадов Курбандурди
- Атаскевич Анастасія Мойсеївна
- Афанасенко Євген Іванович
- Афанасьєв Павло Якович
- Афтенюк Герман Трохимович
- Ахадова Саїда Акрамівна
- Ахмадулліна Рукія Абдрахманівна
- Ахметов Муссабі Хапітович
- Ахметшина Шагіда Шаяхметівна
- Ахохов Асланбі Нахович

## Б
- Бабаєв Сухан Бабайович
- Бабикіна Марія Пилипівна
- Бабін Сергій Іванович
- Багдасарян Оганес Мнацаканович
- Багірова Зінаїда Іванівна
- Баграмян Іван Христофорович
- Бажан Микола Платонович
- Базанова Найля Уразгулівна
- Баїнова Мотрона Костянтинівна
- Байбаков Микола Костянтинович
- Байда Володимир Антонович
- Байрамов Абдулла Салім огли
- Байрамов Нурберди
- Баканов Петро Іванович
- Бакулєв Олександр Миколайович
- Балабаєва Парасковія Данилівна
- Балан Іван Георгійович
- Балтагулов Тюрегельді Балтагулович
- Бандурко Наталія Михайлівна
- Барабашов Микола Павлович
- Баранаускас Костас Костович
- Баранник Антон Іванович
- Баранов Федір Олексійович
- Бардін Іван Павлович
- Баржаксіна Єрмек
- Баринов Борис Агафонович
- Басов Олександр Васильович
- Басов Михайло Семенович
- Батиєв Саліх Гілімханович
- Батов Павло Іванович
- Батухтін Михайло Володимирович
- Батушкін Василь Єгорович
- Батяєв Семен Федорович
- Бауков Леонід Іванович
- Бачурін Павло Григорович
- Баширов Гумер Баширович
- Башлай Наталія Пилипівна
- Бгажба Михайло Тимурович
- Бебешко Ольга Семенівна
- Бегма Василь Андрійович
- Беднягін Анатолій Іванович
- Беженар Ганна Іллівна
- Бездомов Григорій Андрійович
- Бейсебаєв Масимхан Бейсебайович
- Бенедиктов Іван Олександрович
- Бережний Михайло Михайлович
- Березников Борис Михайлович
- Берзіньш Ерна Янівна
- Берклав Едуард Карлович
- Берняков Василь Сергійович
- Беспалова Анісія Федорівна
- Бещев Борис Павлович
- Бєлобородов Іван Федорович
- Бєлов Олексій Миколайович
- Бєлов Павло Олексійович
- Бєлоключевська Ганна Андріївна
- Бєляєв Іван Степанович
- Бєляєв Микола Ілліч
- Бизов Олексій Петрович
- Биков Петро Ілліч
- Биконя Зінаїда Савостьянівна
- Бистрова Олександра Василівна
- Бізунов Сергій Іванович
- Біндокайте Аделе Юргівна
- Бірюзов Сергій Семенович
- Блаєва Фуза Карачаївна
- Блаженов Віктор Григорович
- Бобровников Микола Іванович
- Богданова Степанида Онисимівна
- Богданович Віктор Митрофанович
- Бодамаєв Абдукарім
- Бойцов Іван Павлович
- Бойчук Василь Сафронович
- Болотов Аркадій Данилович
- Болфа Георгій Трохимович
- Большаков Олексій Олександрович
- Большаков Володимир Георгійович
- Бондаренко Олександра Тимофіївна
- Бондар Олексій Георгійович
- Борисов Іван Тимофійович
- Борисов Семен Захарович
- Бородін Ілля Федорович
- Бородіна Клавдія Сергіївна
- Бородулін Олександр Васильович
- Ботвинов Олександр Гнатович
- Бревін Олександр Михайлович
- Брежнєв Леонід Ілліч
- Бридько Іван Іванович
- Бринцева Марія Олександрівна
- Брисов Петро Федорович
- Бровка Петро Устинович
- Бронський Андрій Миколайович
- Буачідзе Софія Мойсеївна
- Бубновський Микита Дмитрович
- Будков Георгій Герасимович
- Будьонний Семен Михайлович
- Буката Надія Іванівна
- Буланова Клавдія Іллівна
- Булганін Микола Олександрович
- Буліскерія Імена Бадраївна
- Буматов Турсун
- Буркацька Галина Євгенівна
- Бурцева Єлизавета Іванівна
- Бутенко Григорій Прокопович
- Бутузов Сергій Михайлович
- Бучинскас Пятрас Ігнович
- Буянов Іван Андрійович

## В
- Вагабов Абдул-Вагіт Вагабович
- Валдов Альфред Янович
- Валігура Іван Трохимович
- Вангелі Елеонора Дмитрівна
- Ванкеєв Жамсо Бальжинімайович
- Вануйто Костянтин Альйович
- Васєва Ніна Олександрівна
- Василевська Ванда Львівна
- Васильєв Михайло Саватійович
- Васильєв Петро Миколайович
- Васильєв Яків Іванович
- Васильєва Ганна Прокопівна
- Васильєва Любов Вікторівна
- Вахабова Уктам Карімівна
- Ваш Іван Михайлович
- Веденяпін Георгій Олександрович
- Везіров Сулейман Азад огли
- Веймер Арнольд Тинувич
- Великанов Іван Семенович
- Венцлова Антанас Томасович
- Вердієва Гілас Шаміль кизи
- Вершинін Дмитро Кузьмич
- Вершинін Костянтин Андрійович
- Веснянко Іван Кіндратович
- Вирдилін Василь Харлампійович
- Виставна Надія Георгіївна
- Витязєва Лідія Олександрівна
- Виштак Степанида Демидівна
- Вінкель Лейда Освальдівна
- Власов Семен Антонович
- Войцеховська Зінаїда Іванівна
- Волков Іван Олексійович
- Волков Олександр Петрович
- Волков Пилип Якович
- Волконський Олексій Вікторович
- Воловченко Іван Платонович
- Вольтман Карл Якович
- Вольтовський Борис Іовлевич
- Воробйов Георгій Іванович
- Воробйов Костянтин Васильович
- Воробйова Олександра Іванівна
- Вороніна Катерина Іванівна
- Воронов Геннадій Іванович
- Воронцов Андрій Митрофанович
- Воропаєва Євдокія Олексіївна
- Воротов Дмитро Миколайович
- Ворошилов Климент Єфремович

## Г
- Гавриленко Євгенія Вікторівна
- Гаврилов Петро Михайлович
- Гаврищук Григорій Васильович
- Гаджієва Заргалам Теймур кизи
- Гайовий Антон Іванович
- Газарян Вазген Рубенович
- Гайрбеков Муслім Гайрбекович
- Гакуть Юзефа Францівна
- Галієва Аглія Муратшинівна
- Галицький Кузьма Микитович
- Галустян Манішак Карапетівна
- Гамезардашвілі Гогона Іллівна
- Ганенко Іван Петрович
- Гарлинська Анастасія Євтихіївна
- Гасанова Зумрут Малік кизи
- Гасанова Гизгаїд Салман кизи
- Гасанова Шамама Махмудалі кизи
- Гафуров Бободжан Гафурович
- Гегешидзе Георгій Андрійович
- Гедвілас Мечисловас Олександрович
- Гендріксон Олександр Антонович
- Генералов Федір Степанович
- Георгадзе Михайло Порфирович
- Герасименко Андрій Степанович
- Герасимова Любов Григорівна
- Гетьман Андрій Лаврентійович
- Гімазов Мугаллім Мінязович
- Гімазова Сарвар Імамутдинівна
- Гіталов Олександр Васильович
- Гладилін Георгій Макарович
- Гладкий Дмитро Спиридонович
- Глейзер Віра Яківна
- Гогієва Есет Абдулмажитівна
- Гогоберідзе Бульбулі Дурсунівна
- Гоголь Ганна Григорівна
- Годяєв Анатолій Михайлович
- Голиков Пилип Іванович
- Головін Євген Петрович
- Головченко Василь Іванович
- Гончарова Євдокія Павлівна
- Горбатов Олександр Васильович
- Горбунов Тимофій Сазонович
- Гордєєв Микола Павлович
- Горєв Олександр Михайлович
- Горкін Олександр Федорович
- Горовецький Іван Феофанович
- Горшков Сергій Георгійович
- Горюнова Клавдія Семенівна
- Горячев Федір Степанович
- Гострий Олександр Васильович
- Грачов Василь Васильович
- Гребенник Кузьма Євдокимович
- Грехов Василь Панасович
- Гречко Андрій Антонович
- Гречуха Михайло Сергійович
- Грибков Михайло Петрович
- Григор'єв Григорій Савелійович
- Григор'єв Іван Олександрович
- Гринчак Євстахій Михайлович
- Гриу Іван Васильович
- Гришаєнков Федір Архипович
- Гришин Віктор Васильович
- Гришин Костянтин Миколайович
- Громико Андрій Андрійович
- Гросул Яким Сергійович
- Грушецький Іван Самійлович
- Губаз Олексій Камугович
- Губін Костянтин Олександрович
- Гуліа Дмитро Йосипович
- Гуменюк Марія Степанівна
- Гунаєв Зіяуді Ахмадович
- Гургенідзе Маріам Хусейнівна
- Гуреєв Микола Михайлович
- Гусейнов Іман Гюлалі огли
- Гусєв Іван Георгійович
- Гусєва Надія Василівна
- Гутей Марія Степанівна
- Гучинський Іван Васильович
- Гущин Володимир Сидорович

## Д
- Давид Ірма Августівна
- Давтян Гагік Степанович
- Давтян Маргарита Хачатурівна
- Давудова Зулхіжат Давудівна
- Данилова Ольга Данилівна
- Даніялов Абдурахман Даніялович
- Данченко Олексій Євгенович
- Дауренова Онласин
- Дашкевич Григорій Мефодійович
- Демеєв Жансултан Демейович
- Дементьєв Петро Васильович
- Демиденко Єфросинія Панасівна
- Демчишина Дарія Іванівна
- Денєкін Іван Гнатович
- Денисенко Олексій Іванович
- Денисов Василь Васильович
- Денисов Георгій Аполінарійович
- Джавахішвілі Гіві Дмитрович
- Джамілов Хусенбой
- Джандільдін Нуримбек Джандільдінович
- Джапаров Овезмамед
- Джатканбаєв Куттибай
- Джумаєва Огульгельди
- Джуманазаров Матеке
- Джураєва Кенжагул
- Дзервіґе Мілда Кришівна
- Дзімісевічюс Зігмантас Юозович-Феліксович
- Дзугаєв Дзібута Закайович
- Дзугаєв Іван Харитонович
- Дигай Микола Олександрович
- Дикань Василь Павлович
- Димінський Іван Йосипович
- Діденко Ганна Григорівна
- Діджуліс Кароліс Криступович
- Дікамбаєв Кази Дікамбайович
- Діордіца Олександр Пилипович
- Дмитрієва Тетяна Парфеніївна
- Дмитрін Олександр Григорович
- Дмитрюк Кирило Васильович
- Довга Марія Леонтіївна
- Довгопол Віталій Іванович
- Довгяло Тадеуш Антонович
- Довженко Ганна Денисівна
- Додіна Анастасія Павлівна
- Додхудоєв Назаршо
- Доктугу Монгуш Допур-оолович
- Долідзе Ісидор Самсонович
- Доржиєв Василь Григорович
- Доронін Павло Іванович
- Дорошенко Петро Омелянович
- Досжанова Таттікуль
- Досов Іскандар
- Дребіт Софія Андріївна
- Дронов Григорій Прокопович
- Дружинін Володимир Миколайович
- Дубковецький Федір Іванович
- Дубровський Олексій Орестович
- Дудін Юрій Іванович
- Дуйшеєва Джаміля
- Думбадзе Фатуша Давидівна
- Дундуа Михайло Самсонович
- Дурдиєва Нурджамал
- Душамбієва Ширінмо
- Дьякова Ольга Олексіївна
- Дьяконов Петро Олександрович
- Дядик Іван Іванович
- Дякун Юлія Іллівна

## Е
- Евільтіс Даніелюс Домінінкович
- Едемська Клавдія Петрівна
- Ейхфельд Йоган Гансович
- Еклонс Яніс Арнольдович
- Ергашев Анарбай
- Еренбург Ілля Григорович
- Ерсариєв Оразгельди

## Є
- Євстратов Дмитро Павлович
- Євстропов Володимир Іванович
- Євтєєв Костянтин Осипович
- Єгерманіс Яніс Єкабович
- Єгіазарян Маріам Нагапетівна
- Єгіазарян Ноємзар Мануківна
- Єгорова Любов Прокопівна
- Єгорова Марія Іванівна
- Єзієва Селіма Якубівна
- Єлемисов Бултай
- Єлізарова Парасковія Василівна
- Єлістратов Петро Матвійович
- Ємельяненко Григорій Андрійович
- Ємельянов Іван Абрамович
- Ємельянов Павло Дмитрович
- Ємельянцева Галина Семенівна
- Єнютін Георгій Васильович
- Єремеєв Олександр Іванович
- Єременко Андрій Іванович
- Єрлаков Анатолій Сергійович
- Єрмілов Олександр Володимирович
- Єфімов Павло Іванович
- Єфремов Леонід Миколайович
- Єфремов Михайло Тимофійович

## Ж
- Жакупова Магріпа Бралілівна
- Жапаков Науруз
- Жарков Костянтин Дмитрович
- Жданов Леонід Панасович
- Жегалін Іван Кузьмич
- Жезлов Микола Гнатович
- Желтов Олексій Сергійович
- Жиба Забет Мустафович
- Жигарєв Павло Федорович
- Жуков Костянтин Павлович
- Жуков Олександр Якович
- Жуковський Микола Іванович
- Журавльов Олексій Петрович
- Журін Микола Іванович

## З
- Забалуєв Валентин Трохимович
- Завьялова Домна Родіонівна
- Загафуранов Файзрахман Загафуранович
- Загідова Васіля Али кизи
- Задемидко Олександр Миколайович
- Зайнулабідов Гітін Абідович
- Зайцев Василь Васильович
- Зайцев Степан Іванович
- Зайцева Ганна Едуардівна
- Закурдаєв В'ячеслав Іванович
- Заманов Масгут Файзрахманович
- Замура Іван Лазарович
- Зангієв Борис Дмитрович
- Заріпова Нізорамо
- Заробян Яків Микитович
- Засядько Олександр Федорович
- Захаров Матвій Васильович
- Захарчук Катерина Назарівна
- Заяць Клавдія Антонівна
- Звайгзніте Ліна Андріївна
- Зверєв Арсеній Григорович
- Зверєв Сергій Володимирович
- Зекох Шамсет Махмудівна
- Зепа Аліда Язепівна
- Зімін Георгій Васильович
- Зінник Віра Пилипівна
- Зінов'єва Зінаїда Тихонівна
- Золов Олексій Ілліч
- Золотарьов Василь Юхимович
- Золотухін Григорій Сергійович
- Зорян Стефан Єгіяйович
- Зотов Василь Петрович
- Зотова Мотрона Михайлівна

## І
- Ібрагімов Мірза Аждар огли
- Ібрагімов Халік
- Іванов Володимир Дмитрович
- Іванов Володимир Фролович
- Іванов Федір Онисимович
- Іванова Агнія Федорівна
- Іванова Віра Іванівна
- Іващенко Ольга Іллівна
- Івкіна Ганна Федорівна
- Івлієв Іван Дмитрович
- Ігнатов Микола Григорович
- Ігнатов Микола Федорович
- Ігнатова Ніна Олексіївна
- Ігнатьєв Семен Денисович
- Ідіятулліна Ануза Яруллинівна
- Ікомасов Анатолій Костянтинович
- Іллісон Леонхард Фрідріх Адович
- Ільїна Ганна Іванівна
- Ільюшин Сергій Володимирович
- Ілялова Санія Абубакірівна
- Інамова Ергашой
- Інаурі Олексій Миколайович
- Інджиєв Ліджи Очирович
- Іоцюс Владісловас Іонович
- Ісаєв Іван Сергійович
- Ісаєв Павло Миколайович
- Ісаєв Шапігаджи Абдулайович
- Ісаков Василь Іванович
- Ісаченко Клавдія Кирилівна
- Іскандаров Джурабек
- Іскендеров Мамед Абдул огли
- Іслюков Семен Матвійович
- Ісмаїлов Толесун
- Ісмаїлова Адолат

## К
- Кабанов Іван Григорович
- Кабулова Акжан
- Кадагідзе Григорій Ілліч
- Кадиров Джурабай
- Кадирова Ханимгиз Магеррамалі кизи
- Казакбаєва Букеш
- Казакбієв Хожабагавдін Ісайович
- Казаков Михайло Ілліч
- Казанець Іван Павлович
- Казанцев Михайло Васильович
- Казнов Федір Васильович
- Каїров Іван Андрійович
- Какабадзе Сергій Васильович
- Калмиков Валерій Дмитрович
- Калнберзін Ян Едуардович
- Кальченко Никифор Тимофійович
- Камалов Сабір Камалович
- Камалова Айим
- Камбаров Турсун
- Камзебаєв Єсенжол
- Канунніков Михайло Якович
- Капітонов Іван Васильович
- Капп Еуген Артурович
- Карабашева Ойша
- Караєв Джума Дурди
- Караєв Кара Абульфас огли
- Каракчієв Панас Іванович
- Карасьов Василь Іванович
- Карасьова Ганна Дмитрівна
- Карачан Єва Романівна
- Карібжанов Фазил Карімович
- Карімова Марьям
- Касатонов Володимир Панасович
- Каскулова Муслімат Яхіяївна
- Касумов Кафур Абіль Касим огли
- Кахаров Абдулахад
- Квітко Ольга Венедиктівна
- Кебін Іван Густавович
- Керашева Зайнаб Ібрагімівна
- Кербіс Ельмар Аугустович
- Керімов Алі Габіб огли
- Керімова Бібінязік
- Килимник Юрій Трохимович
- Кириленко Андрій Павлович
- Кирилов Микола Кирилович
- Кирилова Анастасія Кирилівна
- Кириченко Олексій Іларіонович
- Кирьяшкіна Зінаїда Іванівна
- Кисельов Іван Якович
- Кисельов Микола Васильович
- Кисельов Олексій Трохимович
- Кисельов Тихон Якович
- Кисельова Алевтина Василівна
- Кисельова Ганна Василівна
- Китаєв Михайло Іларіонович
- Кичикова Шура Дохонівна
- Киян Тихон Родіонович
- Кідін Олександр Миколайович
- Кінжаєв Ході Ісабайович
- Кірхенштейн Аугуст Мартинович
- Клаусон Вальтер Іванович
- Клемент Федір Дмитрович
- Клименко Василь Костянтинович
- Клименко Костянтин Євдокимович
- Климов Іван Фролович
- Кобелєв Борис Миколайович
- Кобцева Віра Павлівна
- Кованов Павло Васильович
- Ковпак Сидір Артемович
- Кодіца Іван Сергійович
- Кожедуб Іван Микитович
- Козир Павло Пантелійович
- Козланюк Петро Степанович
- Козлов Василь Іванович
- Козлов Георгій Олексійович
- Козлов Олексій Іванович
- Козлов Фрол Романович
- Козуб Антоніна Митрофанівна
- Койначьонок Митрофан Павлович
- Койнеков Джума Койнекович
- Койшибеков Мешитбай
- Кокарєв Олександр Якимович
- Колпаков Влас Іванович
- Колущинський Євген Петрович
- Коляденков Михайло Микитович
- Комаров Володимир Миколайович
- Комаров Павло Тимофійович
- Комарова Домна Павлівна
- Комарова Тетяна Іванівна
- Комахідзе Реваз Мурадович
- Комова Валентина Володимирівна
- Комяхов Василь Григорович
- Кондратьєв Григорій Іванович
- Кондротас Юозас Норбертович
- Кондучалова Кулуйпа
- Конєв Іван Степанович
- Коніярв Антон Олександрович
- Кононович Іполит Сильвестрович
- Конотоп Василь Іванович
- Копилов Федір Іванович
- Корнійчук Олександр Євдокимович
- Корнієць Леонід Романович
- Коротка Валентина Прокопівна
- Коротков Сергій Ксенофонтович
- Короткова Олександра Іванівна
- Коротченко Дем'ян Сергійович
- Косарєва Зінаїда Дмитрівна
- Косов Василь Володимирович
- Костенко Михайло Полієвктович
- Костоусов Анатолій Іванович
- Косигін Олексій Миколайович
- Кот Іван Йосипович
- Котов Василь Тимофійович
- Котов Федір Прокопович
- Котяш Гаврило Іванович
- Кочінян Антон Єрвандович
- Кочоян Василь Айкович
- Кошляк Михайло Іванович
- Кошчанов Сапар
- Кощеєв Іван Олексійович
- Красенков Борис Васильович
- Краскова Анісія Василівна
- Краснобаєв Ніл Іванович
- Кратенко Іван Маркович
- Крахмальов Михайло Костянтинович
- Кривонос Петро Федорович
- Криворотов Іван Степанович
- Кризько Артем Петрович
- Крилов Микола Іванович
- Крилов Олексій Георгійович
- Крицин Олександр Ілліч
- Кротков Євген Сергійович
- Круміньш Віліс Карлович
- Крючков Іван Павлович
- Кувикін Степан Іванович
- Кудашкін Микола Герасимович
- Кудінов Олександр Андрійович
- Кузіна Надія Іванівна
- Кузнецов Василь Васильович
- Кузнецова Василиса Павлівна
- Кузьмін Йосип Йосипович
- Кузьміна Ніна Василівна
- Кузьмич Антон Савич
- Кулагіна Інна Михайлівна
- Кулатов Турабай
- Кулієв Кайсин Шувайович
- Куликова Марія Василівна
- Кульманов Кульмжан Умаргалійович
- Куманьок Порфирій Хомич
- Кунаєв Дінмухамед Ахмедович
- Купревич Василь Феофілович
- Курбанов Аман Мамедович
- Курбанов Рахманкул Курбанович
- Курбанова Галіма Курбанівна
- Курдгелашвілі Наскіда Нінійович
- Курмаєв Осман Джамалетдінович
- Курцикідзе Цаца Миколаївна
- Курчатов Ігор Васильович
- Курченко Василь Єрофійович
- Куршубадзе Пікріє Хусейнівна
- Куусінен Отто Вільгельмович
- Кучава Митрофан Іонович
- Кучеренко Володимир Олексійович
- Кушнір Володимир Григорович
- Кярбер Кристьян Аугустович

## Л
- Лавочкін Семен Олексійович
- Лаврентьєв Михайло Олексійович
- Лаврентьєва Наталія Іванівна
- Ладейщиков Сергій Васильович
- Лазуренко Михайло Костянтинович
- Лакоя Володимир Антонович
- Лаос Юрій Юрійович
- Лапін Володимир Христофорович
- Лаптєв Микола Васильович
- Лаптєва Наталія Федорівна
- Ларіонов Олексій Миколайович
- Латунов Іван Сергійович
- Латюк Марія Андріївна
- Лаурінайтене Стасе Пранівна
- Лаурінайтіс Йонас Йонович
- Лаціс Віліс Тенісович
- Лебедєв Іван Кононович
- Лебедєв Ілля Ілліч
- Лебедєва Зінаїда Олександрівна
- Левков Олександр Іванович
- Ледков Микола Єгорович
- Лейво Олександр Васильович
- Лелашвілі Михайло Михайлович
- Лелюшенко Дмитро Данилович
- Ленцман Леонід Миколайович
- Леонов Леонід Максимович
- Леськова Марія Антонівна
- Леушин Олександр Іванович
- Лешуков Микола Якович
- Лигун Петро Петрович
- Лисенко Трохим Денисович
- Литвиненко Василь Тимофійович
- Литвиненко Олена Василівна
- Литовченко Григорій Павлович
- Литовченко Феофанія Сергіївна
- Личук Юстин Тодорович
- Лісняк Павло Якович
- Лобанов Павло Павлович
- Лобанок Володимир Єлисейович
- Логинов Савелій Прохорович
- Ломако Петро Фадійович
- Ломтатідзе Кетеван Віссаріонівна
- Лубєнніков Леонід Гнатович
- Луговий Олександр Михайлович
- Лузгіна Ганна Яківна
- Лука Надія Трифонівна
- Лукс Вальдемар Кристапович
- Лук'янов Володимир Миколайович
- Лупан Андрій Павлович
- Луценко Михайло Миколайович
- Люскова Олександра Євгенівна
- Лякіна Олександра Микитівна
- Ляудіс Казимир Францович

## М
- Магомедов Магомед Ісейханович
- Мажиєв Бальжиніма
- Мазаїров Нозірбой
- Мазур Микола Володимирович
- Мазур Мотрона Іванівна
- Мазуров Кирило Трохимович
- Макаров Іван Миколайович
- Макаров Іван Пантелійович
- Мала Галина Марківна
- Маленкін Андрій Сергійович
- Малиновський Родіон Якович
- Малін Володимир Никифорович
- Малінін Сергій Миколайович
- Малінкін Олексій Михайлович
- Мальбахов Тімбора Кубатійович
- Мальцев Анатолій Іванович
- Мальцев Євдоким Єгорович
- Мальцев Терентій Семенович
- Малякін Іван Гнатович
- Мамаіашвілі Микола Петрович
- Мамай Микола Якович
- Мамакін Михайло Федорович
- Мамбетова Сона
- Мамедалієв Юсиф Гейдар огли
- Мамедов Махмуд Тагі огли
- Мамедов Хуршуд Байрам Кулі огли
- Мамедова Фатьма Мустафа кизи
- Мамуладзе Давид Михайлович
- Маннанов Назірулла
- Маргарян Грач Хачатурович
- Маргвелашвілі Олександр Несторович
- Марич Василь Михайлович
- Маркевічюс Вікторас Вінцович
- Маркелов Михайло Миколайович
- Маркіна Марфа Петрівна
- Марков Василь Сергійович
- Маркович Уляна Данилівна
- Марранді Хейно Рейнович
- Мартинов Федір Гнатович
- Марченко Іван Тихонович
- Марченко Олена Яківна
- Марченко Таїсія Єлисеївна
- Марчина Тана
- Матвеєва Євдокія Федорівна
- Матвеєнко Микола Володимирович
- Матнішян Сурен Хачатурович
- Матуліс Юозас Юозович
- Матюшевський Костянтин Вікентійович
- Махмадалієв Міралі
- Махмудов Насир
- Махов Михайло Григорович
- Мацкевич Володимир Володимирович
- Мацкевічюс Юозас Йонович
- Мачульський Роман Наумович
- Машеров Петро Миронович
- Машурян Григорій Ашотович
- Медведєв Семен Андрійович
- Медведєва Франя Вікентіївна
- Медедова Оразгуль
- Межлайшкис Йозас Вінцович
- Межлумян Арташес Мартиросович
- Меладзе Олександр Ерастович
- Мелехов Іван Степанович
- Мельник Григорій Андрійович
- Мельников Леонід Георгійович
- Мельников Роман Юхимович
- Менлібаєва Айша
- Мерецков Кирило Панасович
- Мерінова Євдокія Андріївна
- Мєшков Петро Захарович
- Мжаванадзе Василь Павлович
- Миларщиков Володимир Павлович
- Михайлов Микола Олександрович
- Михайлов Христофор Семенович
- Мікоян Анастас Іванович
- Мікоян Артем Іванович
- Мікулич Василь Григорович
- Мілевський Станіслав Феліксович
- Мілкіна Анастасія Іванівна
- Мінєєв Олексій Петрович
- Міраускіс Генюс Йокимович
- Мірза-Ахмедов Мансур Зіяйович
- Мірошников Митрофан Антонович
- Мітін Марк Борисович
- Мітюшкін Веніамін Васильович
- Міщенко Ніна Михайлівна
- Мобило Олексій Сергійович
- Мовсесян Сурен Амбарцумович
- Мондич Вільма Іванівна
- Морозов Максим Олександрович
- Морозов Михайло Іванович
- Морозов Олександр Олександрович
- Морозов Петро Іванович
- Морозов Петро Федорович
- Москаленко Кирило Семенович
- Москалюк Марія Миколаївна
- Москатов Петро Георгійович
- Москвін Василь Арсентійович
- Москвичов Володимир Павлович
- Музиченко Яків Юхимович
- Муйдінова Саттіхон
- Мумінов Кабилджан
- Мунджулян Лусануш Вартанівна
- Мурадов Ата
- Мурадова Баріят Солтан Меджидівна
- Муртазаєв Каюм
- Мусабекова Умніса Сулейман кизи
- Мусін Шагіт Хафізович
- Мусрепов Габіт Махмудович
- Мустафаєв Імам Дашдемір огли
- Мустафіна Асма Тухватуллівна
- Мусукаєва Шамса Ахматівна
- Мусхелішвілі Микола Іванович
- Мухатов Велімухамед
- Мухітдінов Нуритдін Акрамович
- Мюрісепп Олексій Олександрович
- Мясіщєв Володимир Михайлович

## Н
- Набієв Мовлуд Новруз огли
- Набіуллін Валей Габейович
- Набура Павло Федотович
- Назаров Іван Петрович
- Назаров Хаміджан
- Назірова Міна Башир кизи
- Назрієва Сафаргуль
- Найдек Леонтій Іванович
- Намазов Амір
- Намсараєв Хоца Намсарайович
- Нарбутович Вікентій Романович
- Нарсія Гулі Хомівна
- Насиров Хамракул
- Насирова Халіма
- Науменко Андрій Михайлович
- Невідомський Олександр Єгорович
- Недєлін Митрофан Іванович
- Немєшаєв Микола Миколайович
- Несмєянов Олександр Миколайович
- Нечаєв Мефодій Федорович
- Нікітченко Віталій Федотович
- Нікіфорова Людмила Іванівна
- Ніколаєв Іван Миколайович
- Ніколаєв Костянтин Кузьмич
- Ніколаєва Катерина Іванівна
- Ніконов Олександр Олександрович
- Нікулін Анатолій Родіонович
- Нікуліна Марія Павлівна
- Новиков Володимир Миколайович
- Новиков Семен Михайлович
- Носач Григорій Петрович
- Нурієв Зія Нурійович
- Нурутдінов Сіродж
- Нюнка Владас Юозович

## О
- Обносов Петро Степанович
- Оболенцев Роман Дмитрович
- Овезова Ганнагозель
- Овсянников Дем'ян Васильович
- Овсянникова Антоніна Михайлівна
- Огородник Любов Петрівна
- Одінабекова Курбонбегім
- Одинцов Михайло Михайлович
- Озарський Едуард Йосипович
- Озерцова Марія Степанівна
- Озолінь Карл Мартинович
- Оладько Ганна Савівна
- Олейников Віктор Степанович
- Олехова Наталія Василівна
- Омарова Зауре Садвокасівна
- Омельченко Яків Андрійович
- Оніка Дмитро Григорович
- Онучин Олександр Михайлович
- Органов Микола Миколайович
- Орджонікідзе Іван Савелійович
- Орлов Михайло Анатолійович
- Орловський Кирило Прокопович
- Оруджев Сабіт Атайович
- Осипов Георгій Іванович
- Остапов Сергій Дмитрович
- Отсман Ельміна Петрівна
- Охлопкова Олександра Федорівна
- Ощепков Петро Платонович

## П
- Павлов Георгій Сергійович
- Павлов Микола Семенович
- Пагава Мемед Емінович
- Палецкіс Юстас Ігнович
- Палкін Петро Андрійович
- Палладін Олександр Володимирович
- Панєв Зосима Васильович
- Пантелюк Марія Петрівна
- Панфьоров Федір Іванович
- Панькін Олександр Леонтійович
- Парамонов Микола Петрович
- Пасєка Ольга Михайлівна
- Пастухов Михайло Іванович
- Патлай Інокентій Якимович
- Патолічев Микола Семенович
- Пашков Володимир Миколайович
- Пейве Ян Вольдемарович
- Пельше Арвід Янович
- Пензурова Ганна Іванівна
- Пеньковський Валентин Антонович
- Перадзе Михайло Антонович
- Перебийніс Володимир Дмитрович
- Перевощикова Олександра Іванівна
- Першин Микола Іванович
- Петраускене Ірена Пранівна
- Петров Михайло Дмитрович
- Петрова Зінаїда Миколаївна
- Петрущенко Андрій Іванович
- Пєтухов Борис Федорович
- Пєтухов Костянтин Дмитрович
- Пєтухов Олександр Улянович
- Пєшатов Данило Олександрович
- Пилипенко Раїса Матвіївна
- Пилипець Степан Маркович
- Писін Костянтин Георгійович
- Підгорний Микола Вікторович
- Пілаг Юлія Янівна
- Піонт Денис Єфремович
- Пірн Хільда Кристьянівна
- Піскунов Петро Васильович
- Плетньова Ганна Степанівна
- Плієв Ісса Олександрович
- Плудон Матіс Янович
- Подпругіна Єлизавета Дмитрівна
- Поздєєв Василь Іванович
- Покришкін Олександр Іванович
- Полікарпов Дмитро Олексійович
- Поляков Іван Євтійович
- Полянін Іван Васильович
- Полянський Дмитро Степанович
- Поморцева Катерина Данилівна
- Пономарьов Борис Миколайович
- Попов Маркіан Михайлович
- Попова Ніна Василівна
- Посмітний Макар Онисимович
- Поспєлов Петро Миколайович
- Постовалов Сергій Осипович
- Похиленко Валентина Іванівна
- Поченков Кіндрат Іванович
- Прибильський Іван Степанович
- Привалов Михайло Мойсейович
- Притицький Сергій Осипович
- Приходько Іван Митрофанович
- Прокконен Павло Степанович
- Прокоф'єв Василь Андрійович
- Прокоф'єва Пелагія Микитівна
- Простокішин Флегонт Дмитрович
- Псурцев Микола Дем'янович
- Пуговка Леонід Костянтинович
- Пузанчиков Микола Іванович
- Пухнаревич Тетяна Олексіївна
- Пушкарьова Зоя Василівна
- Пчельникова Марія Панасівна
- Пчеляков Олександр Павлович
- Пяртна Альма Юріївна

## Р
- Рагімов Орудж Курбаналі огли
- Рагімов Рагім Ага огли
- Рагімов Рагім Карам огли
- Рагімов Садих Гаджіяралійович
- Радзієвський Олексій Іванович
- Раззаков Ісхак Раззакович
- Раїмбердієв Кузгурбай
- Райтум Йорен Янович
- Рамонас Міколас Йонович
- Растягаєв Володимир Іванович
- Расулов Джабар Расулович
- Рахімбабаєва Захра Рахімівна
- Рахманов Хаді Махмурахманович
- Рахматов Мірзо
- Рашидов Шараф Рашидович
- Ревяшко Олександр Костянтинович
- Реджебов Курбан
- Резайкіна Катерина Андріївна
- Рибникова Ніна Яківна
- Рижкова Лідія Гаврилівна
- Ризаєв Ахмадалі
- Рильський Максим Тадейович
- Риспаєв Барпи
- Рімдейкайте Стасе-Ірена Стасівна
- Рогач Марія Іванівна
- Родіна Ганна Сидорівна
- Родіна Зінаїда Григорівна
- Родіонов Микола Миколайович
- Рожанчук Микола Михайлович
- Рождественська Галина Михайлівна
- Розметов Гаїп
- Рокоссовський Костянтин Костянтинович
- Романов Георгій Андрійович
- Россахацький Андрій Петрович
- Ртвеліашвілі Йосип Георгійович
- Руденко Інеса Андріївна
- Руденко Роман Андрійович
- Рудін Олександр Микитович
- Рультитегін Іван Іванович
- Румянцев Олексій Матвійович
- Рустамова Офелія Байрам кизи
- Рябиков Василь Михайлович
- Рябчикова Ксенія Павлівна

## С
- Сабанов Семен Смалійович
- Сабанова Марія Кудзіївна
- Савельєва Ганна Тимофіївна
- Савіних Андрій Григорійович
- Савоян Андранік Ісраїлович
- Саврушев Церен Очирович
- Сагандукова Олена Михайлівна
- Садаускайте Ніна Йонівна
- Садикова Сийнат Умарівна
- Сазандарян Татевік Тигранівна
- Саїббаєв Хасанбай
- Саматов Абдугафур
- Самбурова Галина Павлівна
- Самедов Абдул Мамін Рахман огли
- Самохатко Андрій Максимович
- Самсонов Борис Іванович
- Самсонова Зінаїда Єгорівна
- Самуйлов Володимир Миколайович
- Санакоєв Григорій Георгійович
- Сангаєв Еренжен Агільджанович
- Санжиєва Бальжима Базарівна
- Сапарбаєва Амангуль
- Сапунова Євдокія Борисівна
- Сараєв Сергій Юхимович
- Сарап Артур Юкувич
- Сардак Марія Іванівна
- Сариглар Сулла Чавилайович
- Сариєв Акмамед
- Саркісьян Лідія Тимофіївна
- Саркісян Геворк Сумбатович
- Сарсенов Такеш
- Сартбаєв Рахматали
- Сатпаєв Каниш Імантайович
- Саттаров Карім
- Сатюков Павло Олексійович
- Саух Єфросинія Архипівна
- Саюк Любов Никанорівна
- Свєтлаков Микола Михайлович
- Свинухов Анатолій Георгійович
- Сеїдов Гасан Алі огли
- Сеїтов Піржан
- Сейтбекова Асилбубу
- Семенов Віктор Павлович
- Семенов Микола Максимович
- Семичасний Володимир Юхимович
- Семуліс Марта Алмівна
- Сердюк Зиновій Тимофійович
- Сертіп Толюш Санчайович
- Сєвєрухіна Ганна Іллівна
- Сєвченко Антон Никифорович
- Сєдих Ксенія Дмитрівна
- Сєнін Іван Семенович
- Сєнькін Микола Васильович
- Сєров Іван Олександрович
- Сікорський Сергій Іванович
- Сіліня Емілія Фріцівна
- Сіманайтіте Аделе Юозівна
- Сизов Геннадій Федорович
- Синиця Михайло Сафронович
- Синіцин Іван Флегонтович
- Синяговський Петро Юхимович
- Сисоєв Петро Петрович
- Ситникова Валентина Фокіївна
- Сичкін Микола Андрійович
- Сичугов Василь Степанович
- Скачков Семен Андрійович
- Скляров Михайло Петрович
- Скобєльцин Дмитро Володимирович
- Скрябін Володимир Володимирович
- Скулков Ігор Петрович
- Славський Юхим Павлович
- Слєсарєв Степан Єгорович
- Слободчикова Марія Степанівна
- Слукіна Анастасія Сергіївна
- Смагіна Олена Костянтинівна
- Смеляков Микола Миколайович
- Смирнов Анатолій Михайлович
- Смирнов Микола Іванович
- Смирнов Микола Іванович
- Смирнова Ганна Максимівна
- Смирнова Олена Олексіївна
- Смолєв Василь Федорович
- Смоліна Ніна Василівна
- Смуул Йоханнес Юрійович
- Смир Олександра Ахметівна
- Снечкус Антанас Юозович
- Соболєв Володимир Васильович
- Соболєв Леонід Сергійович
- Соколов Євген Степанович
- Соколов Тихон Іванович
- Соколовський Василь Данилович
- Солдатов Анатолій Григорович
- Соловков Олександр Костянтинович
- Соловйов Олексій Олександрович
- Соловйов Леонід Миколайович
- Соловйов-Сєдой Василь Павлович
- Соломенцев Михайло Сергійович
- Солохін Володимир Микитович
- Сомов Олександр Васильович
- Сорочан Євгенія Григорівна
- Соснова Тетяна Терентіївна
- Софронова Ганна Петрівна
- Співак Марк Сидорович
- Спиридонов Іван Васильович
- Стародубцева Олена Овсіївна
- Старостенко Микола Тихонович
- Старцева Августа Іванівна
- Стафійчук Іван Йосипович
- Стахурський Михайло Михайлович
- Степанов Михайло Степанович
- Степанов Сергій Олександрович
- Стефаник Семен Васильович
- Стець Іван Миколайович
- Стрельникова Ніна Іванівна
- Струєв Олександр Іванович
- Ступников Михайло Максимович
- Субботін Олександр Олександрович
- Суєркулов Абди
- Сужиков Мухамедгалі Аленович
- Сумцова Ольга Дмитрівна
- Сурганов Федір Онисимович
- Сурков Олексій Олександрович
- Суслов Михайло Андрійович
- Сухий Павло Йосипович
- Суюнжанова Кайркен

## Т
- Таалберг Адольф Аугустович
- Тажиєв Ібрагім Тажийович
- Тазєнкова Єфросинія Іванівна
- Такідзе Ємені Парфенович
- Тактакішвілі Отар Васильович
- Талибова Бахар Магеррам кизи
- Танасевський Борис Захарович
- Танцура Олександр Данилович
- Тарасов Олександр Михайлович
- Тарасов Михайло Петрович
- Тарасова Алла Костянтинівна
- Тарчоков Камбулат Кіцуйович
- Таушкін Єркеш
- Таханов Даба Хоборкович
- Ташенєв Жумабек Ахметович
- Таширов Хайїтахун
- Ташмухамедов Муса
- Тевосян Іван Федорович
- Тевосян Саркіс Хачатурович
- Темірбеков Іржан Кульжанович
- Теплицький Тома Степанович
- Тер-Аствацатрян Роза Тадевосівна
- Терещенко Наталія Михайлівна
- Тимошенко Семен Костянтинович
- Титов Віталій Миколайович
- Титов Федір Єгорович
- Тихомиров Микола Олександрович
- Тихомиров Сергій Михайлович
- Тихонов Микола Олександрович
- Тихонов Микола Семенович
- Тичина Павло Григорович
- Тібілов Семен Григорович
- Тімашова Мотрона Федорівна
- Тітенко Марія Іларіонівна
- Тіунов Василь Пилипович
- Ткачук Григорій Іванович
- Товмасян Сурен Акопович
- Тойлиєва Огул
- Тока Салчак Калбакхорекович
- Токтамисов Салімгерей
- Топчу Іван Дмитрович
- Третьяков Костянтин Павлович
- Третьяков Микола Іванович
- Трофімова Валентина Федорівна
- Трухан Варвара Іванівна
- Тубилова Зінаїда Дмитрівна
- Тугушев Петро Федорович
- Туполєв Андрій Миколайович
- Тураева Курбангуль
- Туркін Василь Михайлович
- Турсунбаєв Нуркасим
- Турсун-заде Мірзо
- Турсункулов Хамракул
- Турсунходжаєв Султан
- Тухтубаєв Іван Іванович
- Тхілайшвілі Олександр Дурсунович
- Тютрін Федір Степанович
- Тян Ольга

## У
- Уварова Любов Олександрівна
- Ульджабаєв Турсунбай Ульджабайович
- Уляшева Євгенія Степанівна
- Умаров Султан Умарович
- Умаханов Магомед-Салам Іллясович
- Ураєв Петро Васильович
- Уразбаєв Утеген
- Урун-Ходжаєв Сайд-Ходжа
- Ус Іван Спиридонович
- Усейнов Мікаель Алескерович
- Усманов Алькен
- Устинов Володимир Іванович
- Устинов Дмитро Федорович
- Утебаєв Сафі Утебайович

## Ф
- Фардзінова Зарета Балоївна
- Фатихов Закір Фатихович
- Федоров Віктор Степанович
- Федоров Володимир Іванович
- Федоров Михайло Федорович
- Федоров Олексій Федорович
- Федорова Варвара Юхимівна
- Федорова Олександра Юхимівна
- Федосєєв Олександр Іванович
- Федосєєв Павло Іванович
- Федюкова Марія Леонтіївна
- Федюнинський Іван Іванович
- Ферін Михайло Олексійович
- Фесик Олександр Андрійович
- Філімонов Дмитро Хомич
- Філіпов Василь Родіонович
- Філіпова Олександра Власівна
- Фіногенов Павло Васильович
- Фісенко Ніна Степанівна
- Флорентьєв Леонід Якович
- Фрідріхсон Артур Фріцович
- Фрідріхсоне Мілда Петрівна
- Фролкова Федосія Никанорівна
- Фурцева Катерина Олексіївна

## Х
- Хабаєва Анжеліка Інокентіївна
- Хабібулліна Рабіга Хисматівна
- Хаєв Михайло Олександрович
- Хайдаров Ашур
- Хайдарова Гавхар
- Хакімов Аріф
- Хакімова Кіфая Міргасимівна
- Хакімова Роза Юлдашівна
- Хакімова Файза Ганеївна
- Халілова Мавлюдахон
- Халілова Франгіз Мамедалі кизи
- Халмуратов Уразмет
- Халонен Ліллі Іванівна
- Хамзатов Ахмат Хамідович
- Ханіпов Саліх Гаріппович
- Харитон Юлій Борисович
- Харів Володимир Михайлович
- Харламов Микола Михайлович
- Хасанов Кагор Гафурович
- Хахалов Олександр Уладайович
- Хворостухін Олексій Іванович
- Хетагуров Георгій Іванович
- Хіора Марія Іванівна
- Хмелюк Григорій Петрович
- Ходжаєв Фахмутдін Ходжайович
- Хоружевська Ніна Григорівна
- Хохлова Раїса Іванівна
- Храмков Іван Петрович
- Храмцов Олександр Іванович
- Хренюк Василь Олександрович
- Хрунічев Михайло Васильович
- Хрущов Микита Сергійович
- Худайбергенов Абдурахман
- Худайбердиєв Ахмадалі
- Худаярова Чінар

## Ц
- Цагараєв Михайло Гацірович
- Цанько Федір Семенович
- Цвєтков Олександр Павлович
- Цибаков Олександр Тихонович
- Цибенко Костянтин Остапович
- Ціце Яніс Карлович
- Цовян Арутюн Оганесович
- Цуркан Валентин Максимович

## Ч
- Чабукіані Вахтанг Михайлович
- Чадов Борис Сергійович
- Чануквадзе Шота Іларіонович
- Чахкієв Осман Асламбекович
- Чебан Тамара Савелівна
- Чегодаєв Микола Іванович
- Чеплаков Петро Федорович
- Червоненко Степан Васильович
- Черепанов Єлисей Глібович
- Черепухін Семен Іванович
- Черканов Олексій Миколайович
- Черноярова Надія Миколаївна
- Черних Микола Якович
- Чернишов Василь Юхимович
- Чернишов Марко Антонович
- Чеховський Олександр Павлович
- Чиковані Михайло Герасимович
- Чимба Олександр Манигійович
- Чистяков Віктор Миколайович
- Чоговадзе Георгій Іраклійович
- Чубінідзе Мирон Дмитрович
- Чугунов Іван Іванович
- Чуйков Василь Іванович
- Чукров Микола Захарович
- Чундоков Ібрагім Саїдович
- Чупринін Михайло Іванович
- Чураєв Віктор Михайлович
- Чурін Гнат Лукич
- Чуркін Василь Нестерович
- Чурсінов Іван Іванович

## Ш
- Шабохо Марія Петрівна
- Шавадзе Айше Шалвівна
- Шадріна Людмила Володимирівна
- Шалгінов Іван Васильович
- Шаплико Кузьма Іванович
- Шарапова Чинні
- Шарафєєв Саїд Мінгазович
- Шарбакбаєва Кулай
- Шаріпов Аді
- Шаріпова Фатіма
- Шарков Борис Сергійович
- Шауро Василь Филимонович
- Шахраманян Рубен Тевосович
- Шверник Микола Михайлович
- Шебуняєв Анатолій Петрович
- Шевченко Іван Гаврилович
- Шевченко Раїса Сергіївна
- Шевченко Сергій Васильович
- Шевчук Григорій Іванович
- Шелепін Олександр Миколайович
- Шелест Петро Юхимович
- Шемякін Пантелеймон Григорович
- Шепель Ганна Прокопівна
- Шерстньов Микола Васильович
- Шестопалова Наталія Миколаївна
- Шинкуба Баграт Васильович
- Ширмамедов Хезрет
- Ширяєва Іраїда Андріанівна
- Шитиков Олексій Павлович
- Шиш Григорій Якович
- Шкельтіна Марія Гнатівна
- Школіна Зінаїда Миколаївна
- Школьников Олексій Михайлович
- Шкуропат Василь Андрійович
- Шмарєв Олексій Тихонович
- Шолкін Павло Дмитрович
- Шолохов Михайло Олександрович
- Шопокова Керімбюбю
- Шпортько Софія Андріївна
- Штиков Терентій Хомич
- Штирбу Степан Георгійович
- Шубін Іван Осипович
- Шубітідзе Шота Трифонович
- Шульга Антоніна Іванівна
- Шульга Яків Митрофанович
- Шумаков Тихон Петрович
- Шумаускас Мотеюс Юозович
- Шумілов Сергій Іванович
- Шумська Зінаїда Іванівна

## Щ
- Щербак Пилип Кузьмич
- Щербицький Володимир Васильович
- Щетинін Семен Миколайович
- Щолоков Микола Онисимович

## Ю
- Южалін Олексій Іванович
- Юренков Олександр Іванович
- Юсупов Бабарахмат
- Юсупов Ісмаїл Абдурасулович
- Юсупов Шермат

## Я
- Якентайте Казе Валеріонівна
- Якименко Тихон Микитович
- Якобсон Ельфріде Едуардівна
- Яковець Іван Іванович
- Яковлєв Дмитро Миколайович
- Яковлєв Іван Дмитрович
- Яковлєв Олександр Іванович
- Яковлєв Олександр Сергійович
- Якуцевічене Еугенія Казимерівна
- Яригін Микита Єремійович
- Яригіна Ольга Антонівна
- Яска Агнес Карлівна
- Яскіна Єфимія Давидівна
- Яснов Михайло Олексійович
- Яунжейкаре Ганна Янівна

## Довибрані депутати
- Агібалов Володимир Григорович (19.02.1961)
- Аджубей Олексій Іванович (26.07.1959)
- Александров Анатолій Петрович (15.05.1960)
- Анналієв Абди Анналійович (14.05.1961)
- Байгалієв Рахім Байгалійович (25.12.1960)
- Бодюл Іван Іванович (24.01.1960)
- Васінаускас Петрас Казевич (31.08.1958)
- Гарбузов Василь Федорович (11.09.1960)
- Демічев Петро Нілович (01.03.1959)
- Дєдов Федір Іванович (01.03.1959)
- Дзоценідзе Георгій Самсонович (26.06.1960)
- Дундуков Євген Антонович (18.12.1960)
- Кичікова Шура Дохонівна (01.03.1959)
- Кіренський Леонід Васильович (19.02.1961)
- Князєв Пилип Кирилович (10.04.1960)
- Козлов Георгій Олексійович (15.11.1959)
- Куїмова Таїсія Федотівна (10.07.1960)
- Курашов Сергій Володимирович (01.03.1959)
- Ліджи-Гаряєв Бадма Манджійович (01.03.1959)
- Ломако Ілля Павлович (19.04.1959)
- Ляшко Олександр Павлович (15.01.1961)
- Михайлова Лідія Манджиївна (01.03.1959)
- Монашев Леонід Гаврилович (01.03.1959)
- Насриддінова Ядгар Садиківна (23.10.1960)
- Овезов Балиш Овезович (31.07.1960)
- Омельченко Яків Андрійович (01.03.1959)
- Півунова Галина Володимирівна (24.07.1960)
- Пономарьов Михайло Олександрович (01.03.1959)
- Розенко Петро Якимович (23.08.1959)
- Рябиков Василь Михайлович (25.10.1959)
- Саар Христофор Харлампійович (30.11.1958)
- Саврушев Церен Очирович (01.03.1959)
- Сангаєв Еренжен Агільджанович (01.03.1959)
- Семенов Микола Миколайович (10.04.1960)
- Скаба Андрій Данилович (19.06.1960)
- Сухов Валентин Михайлович (24.07.1960)
- Табеєв Фікрят Ахмеджанович (18.12.1960)
- Хачатурян Арам Ілліч (27.07.1958)
- Шардаєва Енка Ліджі-Гаряївна (01.03.1959)
- Шаріпов Ісагалі Шаріпович (25.12.1960)
- Яковлєв Михайло Данилович (13.09.1959)